# جدو نحنوح (فلم)
جدو نحنوح فيلم كوميدي مصري من إنتاج سنة 2018. الفيلم من إخراج سيف يوسف، وتأليف جوزيف فوزي، وإنتاج أيمن يوسف، ومن بطولة محمد ثروت، ومدحت تيخا، ومصطفى أبو سريع، وياسر الطوبجي، وأحمد حلاوة.

## ملخص القصة
- عدد من الشباب يتوفى جدهم، وعند توزيع الميراث يكتشفون أن جدهم لم يترك أموالًا لهم، بينما ترك وصية يُطالبهم فيها بالبحث عن كنز مدفون، وبالبحث عن مكان الكنز يتضح أنه داخل مستشفى المجانين. فيخططون لدخول مستشفى المجانين سعيًا لإيجاد هذا الكنز، وهناك تحدث لهم الكثير من المفارقات الكوميدية.[4]

## طاقم التمثيل
- محمد ثروت[5]
- مدحت تيخا
- مصطفى أبو سريع
- ياسر الطوبجي
- أحمد حلاوة
- إيمان السيد
- إسماعيل الليثي
- محمد الصاوي
- هناء الشوربجي
- محسن منصور
- طاهر أبو ليلة
- حمدي الوزير

## الإنتاج
- كتب جوزيف فوزي قصة الفيلم، وكان الفيلم من إخراج سيف يوسف، المنتج أيمن يوسف.